# Эль-Ассасиф
Эль-Ассасиф (араб. العساسيف‎, DMG al-ʿAsāsīf — "Ведущие друг к другу подземные пути") — некрополь на западном берегу Нила в Фивах, Египет, в долине, ведущей к Дейр-эль-Бахри, южнее некрополя Дра-Абу-эль-Нага.
В Эль-Ассасифе находятся захоронения XVIII, XV и XVI династий. В центре некрополя находится огромная общая могила, где хоронили беднейших представителей древнеегипетского общества.
Долины Эль-Ассасиф и Дейр-эль-Бахри с древних времён были священны для египтян. Особое значение имел местный культ богини Хатхор, а также «Праздник долины». Аль-Ассасиф служил одним из мест, куда прибывала статуя Амона во время праздника и где проводились поминания умерших.

## Гробницы

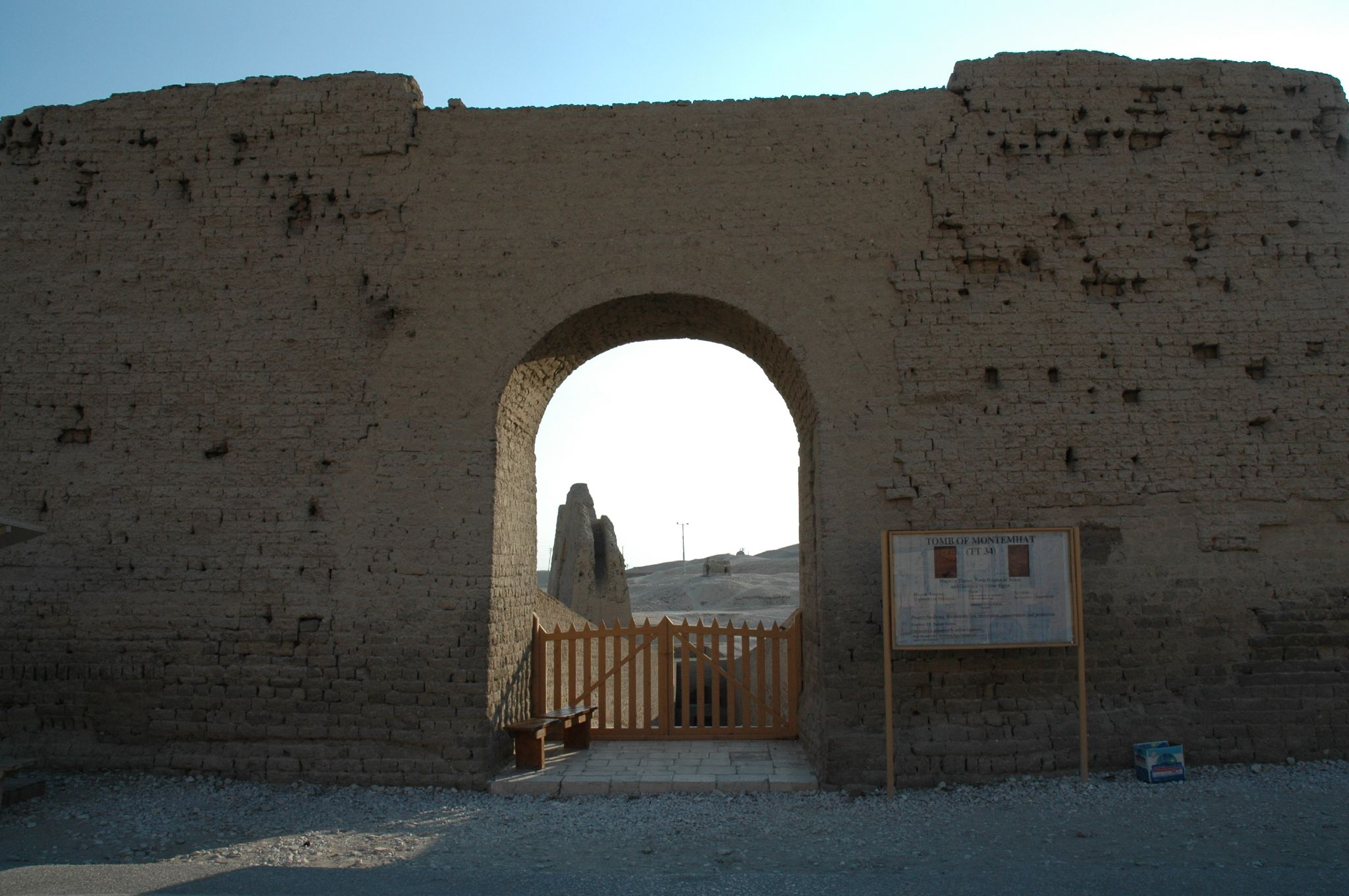
Вход в гробницу TT34 (2006)

XVIII династия
- TT188 — Пареннефер[4]
- TT192 — Херуэф

XXV династия
- TT34 — Монтуэмхет

XVI династия
- TT27 — Шешонк
- TT33 — Петаменофис
- TT36 — Иби
- TT37 — Харва
- TT279 — Пабаса
- TT389 — Баса
- TT414 — Анкх-хор